# Berki Antal
Berki Antal (Budapest, 1946. december 5. – Nyíregyháza, 2006. május 17.) magyar színész.

## Életpályája
Magáról a következőket nyilatkozta: 

„Tanulmányaimat a Dob utcai általános iskolában kezdtem, és már ekkor elhatároztam, hogy színész leszek. Ezt követően a Madách Gimnáziumba jártam, majd 1964-ben a Színművészeti Főiskolára mentem, ahol 1968-ban kaptam diplomát. 1981-ben a nyíregyházi Móricz Zsigmond Színház egyik alapító tagja lettem...A főiskolán állami ösztöndíjasként tanultam. A főiskolai tanárok a többi diákkal együtt felnőttnek tekintettek bennünket, már-már kollégáknak. Kiváló tanáraim voltak: Sulyok Mária, Pártos Géza, vagy Ádám Ottó, aki egykor a Madách Színház igazgatója és rendezője volt. Tanulmányaim alatt az egyik legnagyobb élmény az angol Peter Brook és Ross Copfield által előadott Lear király megtekintése volt...”

Játszott 1978-tól a Békés Megyei Jókai Színházban, 1981-től a kassai Thália Színházban, és a Móricz Zsigmond Színházban. 1986-tól a Veszprémi Petőfi Színházban, 1987-től a zalaegerszegi Hevesi Sándor Színházban szerepelt. Gyakran és szívesen olvasott fel és mondott verseket, önálló estjeivel határon túli magyarok előtt is fellépett Szlovákiában, Svájcban, Dániában és Svédországban. Rendezéssel is foglalkozott. 2006-ban jelent meg Korrajz című kötete.

## Fontosabb színházi szerepeiből
- William Shakespeare: Romeo és Júlia... Lőrinc barát
- William Shakespeare: Szeget szeggel... Rémes, hóhér
- William Shakespeare: Sok hűhó semmiért... Furkó, kisbíró
- Molière: Tartuffe... Lojális úr
- Molière: Amphitryon... Argatiphontidas
- Friedrich Schiller: Turandot... Pantallon, kancellár
- Fjodor Mihajlovics Dosztojevszkij: Ördögök... Ljamsin
- Nyikolaj Vasziljevics Gogol: A revizor... Oszip, Hlesztakov szolgája
- Mihail Afanaszjevics Bulgakov: Fehér karácsony... Larioszik
- Bertolt Brecht - Kurt Weill: Koldusopera... Konferanszié; Leprás Mátyás
- Peter Weiss: Marat/Sade... Coulmer
- Rudyard Kipling: A dzsungel könyve... A majomtörzs vezére
- Jókai Mór: Itt a vége, pedig milyen unalmas napnak indult... Blunt
- Móricz Zsigmond: Úri muri... Sziplegény
- Móricz Zsigmond: Sári bíró... Gügye koma
- Krúdy Gyula – Kapás Dezső: A vörös postakocsi... Öngyilkos férfi
- Bródy Sándor: A tanítónő... Bérlő
- Molnár Ferenc: Liliom... Hugó
- Hubay Miklós – Ránki György – Vas István: Egy szerelem három éjszakája...  A három királyok
- Tamási Áron: Énekes madár... Bak Lukács
- Tamási Áron: Tündöklő Jeromos... Dobos
- Tamási Áron: Búbos vitéz... Egetverő, erdei fejefelem
- Gádor Béla: Lyuk az életrajzon... Csomolka, Csordás
- Hernádi Gyula: Szép magyar tragédia... Közlegény
- Ratkó József: Segítsd a királyt!... Óbéli ember
- Tömöry Péter: Vőlegényfogó... Bödörné
- Karinthy Frigyes – Rejtő Jenő – Heltai Jenő – Schlanger András – Vend András: Kávéházi kabaré... Csavolcsek, a balek
- Békés Pál: Pincejáték... Eckhardt, német katona
- Szabó Tünde – Dobay András – Muszty Bea: Kvantum Fantum csapdája... Kvantum Fantum, a gonosz tudós elektron
- Kolin Péter: Unalmia... Rendőrbiztos; Hétfejű sárkány
- Kolin Péter: Hampip, Csiró és a többiek... szereplő
- Vernon Sylvaine: Madame Louise szalonja... Bodri
- Alekszej Nyikolajevics Arbuzov: Az Arbát meséi... Ljovuska
- Genrik Borovik: Interjú Buenos-Airesben... Gyógyszerész

## Filmek, tv
- Búbos vitéz (színházi előadás tv-felvétele, 1983)
- A tanítványok (1999)
- Bizarr románc (2001)... Jóska apja
- Telitalálat (2003)... Sírásó
- Világszám! (2004)... Cameo

## Rendezései
- Móricz Zsigmond: Légy jó mindhalálig
- Borisz Lvovics Vasziljev: Csendesek a hajnalok
- Csepreghy Ferenc: Piros bugyelláris
- Jókai Mór: Bolondok grófja

## Érdekességek
- Részben az ő gesztusait parodizálva ihlette a Koltai Róbert által, talán a legismertebb humoros karaktereként megformált figura, illetékes elvtárs megszületését.

## Könyv
- Berki Antal – Kührner Éva: Korrajz (Nyíregyháza, Aranymetszés Kulturális Egyesület, 2006)